# Erica clavisepala
Erica clavisepala är en ljungväxtart som beskrevs av Guthrie och Bolus. Erica clavisepala ingår i släktet klockljungssläktet, och familjen ljungväxter. Inga underarter finns listade i Catalogue of Life.